# Бессарабов, Игорь Викторович
И́горь Ви́кторович Бессара́бов (12 июня 1919, Ростов-на-Дону, Юг России — 2 июня 1993, Москва) — советский оператор и режиссёр документального кино, фронтовой кинооператор в годы Великой Отечественной войны. Народный артист РСФСР (1982), лауреат Ленинской (1978) и Сталинской премии второй степени (1951).

## Биография
Родился в Ростове-на-Дону в семье служащих. В 1940 году окончил операторский факультет ВГИКа. Призван в ряды Красной армии в июне 1941 года. В звании техник-лейтенант работал специальным фотокорреспондентом газеты «На страже Родины» (15-й Воздушной Армии с июля 1942) на Брянском и 2-м Прибалтийском фронтах. С 1943 года оператор ЦСДФ, оператор киногруппы ВВС ЦСДФ с ноября 1944 года.
В период 1945—1989 годов — оператор, с конца 50-х годов режиссёр и сценарист ЦСДФ.
Вдвоём с А. Сёминым в 1959 был оператором-постановщиком первой круговой кинопанорамы «Дорога весны». Принял участие в создании 9 кругорамных фильмов.
Автор сюжетов для кинопериодики: «Искусство», «Московская кинохроника», «Новости дня», «Советский спорт», «Пионерия», «По Советскому Союзу», «Ровесник», спецвыпусков. Работы Бессарабова неоднократно участвовали на Всесоюзных и международных фестивалях, были отмечены призами и наградами.
Член ВКП(б) с 1942 года. Член Союза кинематографистов СССР с 1957 года.
Скончался 2 июня 1993 года. Похоронен в Москве на Ваганьковском кладбище (участок № 8).

### Семья
- жена — Серафима Бессарабова[3]

## Фильмография
Оператор
- 1945 — XXVIII Октябрь (цветной и ч/б вариант; в соавторстве)
- 1945 — Кубок СССР (в соавторстве)
- 1946 — XXIX Октябрь (в соавторстве)
- 1946 — 1 Мая (в соавторстве)
- 1946 — Восьмой удар (в соавторстве)
- 1946 — Зимой (в соавторстве)
- 1946 — Кубок СССР «Спартак» (Москва) — «Динамо» (Тбилиси) (в соавторстве)
- 1946 — Молодость нашей страны (в соавторстве)
- 1946 — Советская Эстония (в соавторстве)
- 1947 — 1 Мая (цветной и ч/б варианты; в соавторстве)
- 1947 — В день выборов (в соавторстве)
- 1947 — В день выборов в местные Советы (в соавторстве)
- 1947 — Выборы в Верховный Совет РСФСР (в соавторстве)
- 1947 — Запорожсталь возрождается (в соавторстве)
- 1947 — Международный фестиваль молодёжи (совместно с Г. Симоновым)
- 1947 — Слава Москве (800-летие Москвы) (в соавторстве)
- 1948 — XXX лет комсомола (в соавторстве)
- 1948 — XXXI Октябрь (в соавторстве)
- 1948 — 1 Мая (цветной вариант; в соавторстве)
- 1949 — 1 Мая (ч/б вариант; в соавторстве)
- 1949 — День Военно-Морского Флота СССР (в соавторстве)
- 1949 — День Воздушного Флота СССР (цветной и ч/б вариант; в соавторстве)
- 1949 — Песни Казахстана (в соавторстве)
- 1949 — Посланцы молодости (в соавторстве)
- 1949 — Пушкинские дни (в соавторстве)
- 1949 — Спортивная зима (в соавторстве)
- 1949 — Юность мира (СССР — ВНР; совместно с Д. Каспием, Г. Бобровым, Д. Иллешом)
- 1950 — Демократическая Германия (СССР — ГДР; в соавторстве)
- 1951 — Мы за мир (СССР — ГДР; в соавторстве)
- 1951 — Советские легкоатлеты в Румынии
- 1953 — Великое прощание (не вышел на экраны; в соавторстве)
- 1953 — За мир и дружбу (СССР — РНР; в соавторстве)
- 1953 — Румынская Народная Республика (СССР — РНР; в соавторстве)
- 1954 — Два матча (в соавторстве)
- 1954 — Футбол СССР — Венгрия (в соавторстве)
- 1955 — Гости из Индии (совместно с Д. Рымаревым)
- 1955 — Победа советских спортсменов (совместно с М. Ошурковым)
- 1955 — Пребывание премьер-министра Норвегии Э. Герхардсена в Москве (совместно с Л. Максимовым)
- 1955 — Путешествие по Аргентине (в соавторстве)
- 1955 — Советская выставка в Аргентине (в соавторстве)
- 1956 — Американские артисы в Москве (совместно с А. Кричевским)
- 1956 — В Лондоне (в соавторстве)
- 1956 — Миссия дружбы и мира (в соавторстве)
- 1956 — Президент Сирии в Москве (совместно с Б. Небылицким)
- 1957 — Они подружились в Москве
- 1957 — Поёт Ив Монтан (совместно с А. Кричевским, Р. Халушаковым, Г. Захаровой)
- 1958 — Брюссель, 1958 (совместно с Ю. Монгловским)
- 1958 — Великий фламандец (совместно с Ю. Монгловским)
- 1959 — Дорога весны (кругорамный; совместно с А. Сёминым)
- 1960 — Весенний ветер над Веной
- 1960 — Встречи в Америке
- 1960 — На Венском фестивале (кругорамный; совместно с А. Сёминым)
- 1961 — Когда кончается рабочий день
- 1961 — На воде и под водой (кругорамный; совместно с А. Сёминым)
- 1962 — Серьёзные чудачества
- 1962 — СССР в Лондоне
- 1963 — О чём думаешь, солдат?
- 1964 — Кинозвёзды из Серенгети
- 1964 — Рассказы о Танганьике
- 1966 — Возьмите нас с собой, туристы! (кругорамный)
- 1966 — Здравствуй, столица! (кругорамный)
- 1968 — Летом в Чехословакии (кругорамный)
- 1969 — В дорогу, в дорогу! (кругорамный)
- 1971 — ХХIV съезд партии Ленина (в соавторстве)
- 1972 — Дни нашего века
- 1972 — Песня (кругорамный; совместно с Ю. Коровкиным, А. Левитаном)
- 1973 — Визит А. Н. Косыгина в Югославию (совместно с Е. Аккуратовым, И. Бганцевым)
- 1973 — Золотой юбилей Союза ССР (в соавторстве)
- 1975 — Мир дому твоему (в соавторстве)
- 1975 — Я хочу рассказать о ГДР (кругорамный)
- 1976 — Повесть о коммунисте (совместно с А. Кочетковым)

Режиссёр
- 1958 — Великий фламандец (совместно с Ю. Монгловским)
- 1960 — Встречи в Америке
- 1960 — На Венском фестивале (кругорамный; совместно с А. Сёминым)
- 1961 — Когда кончается рабочий день
- 1961 — На воде и под водой (кругорамный; совместно с А. Сёминым)
- 1962 — Серьёзные чудачества
- 1963 — О чём думаешь, солдат?
- 1964 — Кинозвёзды из Серенгети
- 1964 — Рассказы о Танганьике
- 1966 — Возьмите нас с собой, туристы! (кругорамный)
- 1967 — Удивительный мир движений
- 1968 — Летом в Чехословакии (кругорамный)[6]
- 1968 — Московские зарисовки
- 1969 — В дорогу, в дорогу! (кругорамный)
- 1970 — Ленин в Подмосковье
- 1970 — Нуклекс — 69
- 1971 — ХХIV съезд партии Ленина (совместно с Е. Вермишевой)
- 1971 — Наш Гагарин
- 1971 — Это — мы
- 1972 — Дни нашего века
- 1972 — Песня (кругорамный)
- 1973 — Визит А. Н. Косыгина в Югославию
- 1973 — МЫ — Советский Союз
- 1974 — Ленинский призыв
- 1975 — Вы забытыми не станете
- 1975 — Перелёт, ставший легендой
- 1975 — Я хочу рассказать о ГДР (кругорамный)
- 1976 — Л. И. Брежнев в Казахстане (совместно с Е. Вермишевой)
- 1976 — Повесть о коммунисте (совместно с А. Кочетковым)
- 1976 — Трудовой праздник ЗИЛа
- 1977 — Я сын твой, Москва (совместно с А. Кочетковым)
- 1979 — Слово о недобром юбилее (совм. с А. Кочетковым)[7]
- 1980 — Союз во имя мира
- 1982 — Наши счастливые старты
- 1982 — Трудная должность быть революционером
- 1984 — Потапова Гора
- 1987 — Вспоминая Ильича (в соавторстве)[8]

## Награды и премии
- медаль «За боевые заслуги» (30 августа 1943)[9]
- орден Отечественной войны II степени (30 апреля 1945)[10]
- Сталинская премия второй степени (1951) — за фильм «Демократическая Германия» (1950)[2]
- заслуженный деятель искусств РСФСР (1969)[5]
- медаль «За трудовую доблесть» (1971)[3]
- Ленинская премия (1978) — за фильм «Повесть о коммунисте» (1976)[2]
- народный артист РСФСР (1982)[2]

## Память
Имя И. Бессарабова на мемориальной доске в Центральном доме кино среди кинематографистов, воевавших на фронтах Великой Отечественной войны.